# Ioan Rașcu
Ioan Râșcu (n. 1 octombrie 1857, Focșani - d. 1926, Focșani) a fost unul dintre generalii Armatei României din Primul Război Mondial.
Generalul Ioan Râșcu a fost un ofițer din arma geniu, absolvind succesiv: Școala Militară de Infanterie și Cavalerie, din București - 1880, Școala Specială de Artilerie și Geniu - 1884, Școala Superioară de Război.
În perioada Primului Război Mondial, a îndeplinit funcția de: comandant al Corpului 7 Armată, în perioada 15 august - 27 septembrie 1916.

## Cariera militară
După absolvirea școlii militare de ofițeri cu gradul de sublocotenent, Ioan Râșcu a ocupat diferite poziții în cadrul unităților de geniu sau în eșaloanele superioare ale armatei, cele mai importante fiind cele de: comandant al Regimentului 2 Geniu (1901), comandant al Brigăzii 11 Infanterie (1904), comandant al Diviziei 8 Infanterie (1910) și comandant al Regiunii fortificate Focșani-Nămoloasa-Galați în (1916).
Între 1884-1888 este profesor la Școala Specială de Artilerie și Geniu, însărcinat cu reorganizarea pontonierilor și studierea materialelor din dotarea acestora. În 1889 a fost trimis la un stagiu de perfecționare în Franța urmând cursurile Școlii de Aplicație pentru Artilerie și Geniu, din Fontainebleau.:p. 247
La începutul Primului Război Mondial a comandat Corpul 7 Armată, în perioada 15 august - 27 septembrie 1916, ulterior fiind Inspector General al Geniului pe perioada războiului.
Participă în 1894 și 1907 „cu pricepere și sârguință” la potolirea unor mișcări țărănești din județele Tutova, Tecuci și Râmnicu-Sărat, iar în 1900 la organizarea secțiunii militare a pavilionului românesc din cadrul Expoziției Universale de la Paris.:p. 247

## Lucrări
- Nomenclatura, descripția și întrebuințarea materialului de echipagiu al pontonierilor cu un atlas cuprindend 14 foi de Locot. Colonel Rașcu din geniu, Tip. Modernă Gr. Luis, Bucuresci, 1897[8]

## Decorații
- Ordinul „Steaua României”, în grad de cavaler (1912)
- Ordinul „Coroana României”, în grad de ofițer (1910)
- Semnul onorific de aur pentru serviciu militar de 25 de ani (1905)[1]:p. 429